# 6442 Salzburg
6442 Salzburg è un asteroide della fascia principale. Scoperto nel 1988, presenta un'orbita caratterizzata da un semiasse maggiore pari a 2,6871718 au e da un'eccentricità di 0,0396624, inclinata di 2,99715° rispetto all'eclittica.
L'asteroide è dedicato alla provincia austriaca del Salisburghese (Salzburg in tedesco)